# 马氏祖祠 (麻村)
马氏祖祠，位于中国广东省江门市江海区外海街道麻村。2004年，列入江门市江海区文物保护单位。
马氏祖祠始建于元代，与外海街道马山的马敏卿墓皆为马氏纪念建筑。